# Libellen
Libellen (Odonata) (enkelvoud: libel, minder juist libelle) zijn een orde van gevleugelde insecten. Tot de libellen behoren twee onderordes: de echte libellen (Anisoptera) en de juffers (Zygoptera). Beide groepen zijn middelgrote tot grote insecten die meestal goed te herkennen zijn aan hun lange achterlijf en de brede vleugels waarmee ze behendig kunnen vliegen. Libellen hebben opvallende facetogen die een groot deel van de kop vormen. Het lichaam is bij verschillende soorten bont gekleurd.
Er zijn ruim 6300 soorten beschreven die over de hele wereld voorkomen. In Nederland en België zijn ongeveer zeventig gevestigde soorten bekend. Door hun ontwikkelingswijze zijn libellen aan het water gebonden, maar de volwassen dieren (imago's) kunnen zich soms over lange afstanden verplaatsen. Hun stevige, rijk geaderde vleugels zijn de enige manier van voortbeweging. De pootjes worden alleen gebruikt om te landen. De vleugelspanwijdte ligt meestal tussen de 2 en 11 cm; enkele soorten bereiken een spanwijdte van 19 cm.
De libellen hebben een lang en divers fossielenbestand. De tegenwoordige soorten stammen af van een oude, primitieve groep gevleugelde insecten die verschenen in het Carboon. Samen met de haften vormen de libellen een zustergroep van alle andere gevleugelde insecten (Neoptera). De libellen hebben in de loop van de evolutie verschillende unieke kenmerken ontwikkeld, zoals hun virtuoze vlieggedrag, goede gezichtsvermogen, voortplantingsstrategieën en de complexe levenscyclus.

## Kenmerken
Libellen zijn te herkennen aan de volgende kenmerken; ze hebben
- twee paar vleugels, die stevig, rijk geaderd en niet opvouwbaar zijn.
- kleine antennes, die nauwelijks opvallen.
- een lang en meestal slank achterlijf.
- grote facetogen op een beweeglijke kop.
- een schuin gericht borststuk.
- naar voren geplaatste poten.
- geen angel en kunnen dus niet steken.

## Lichaamsbouw

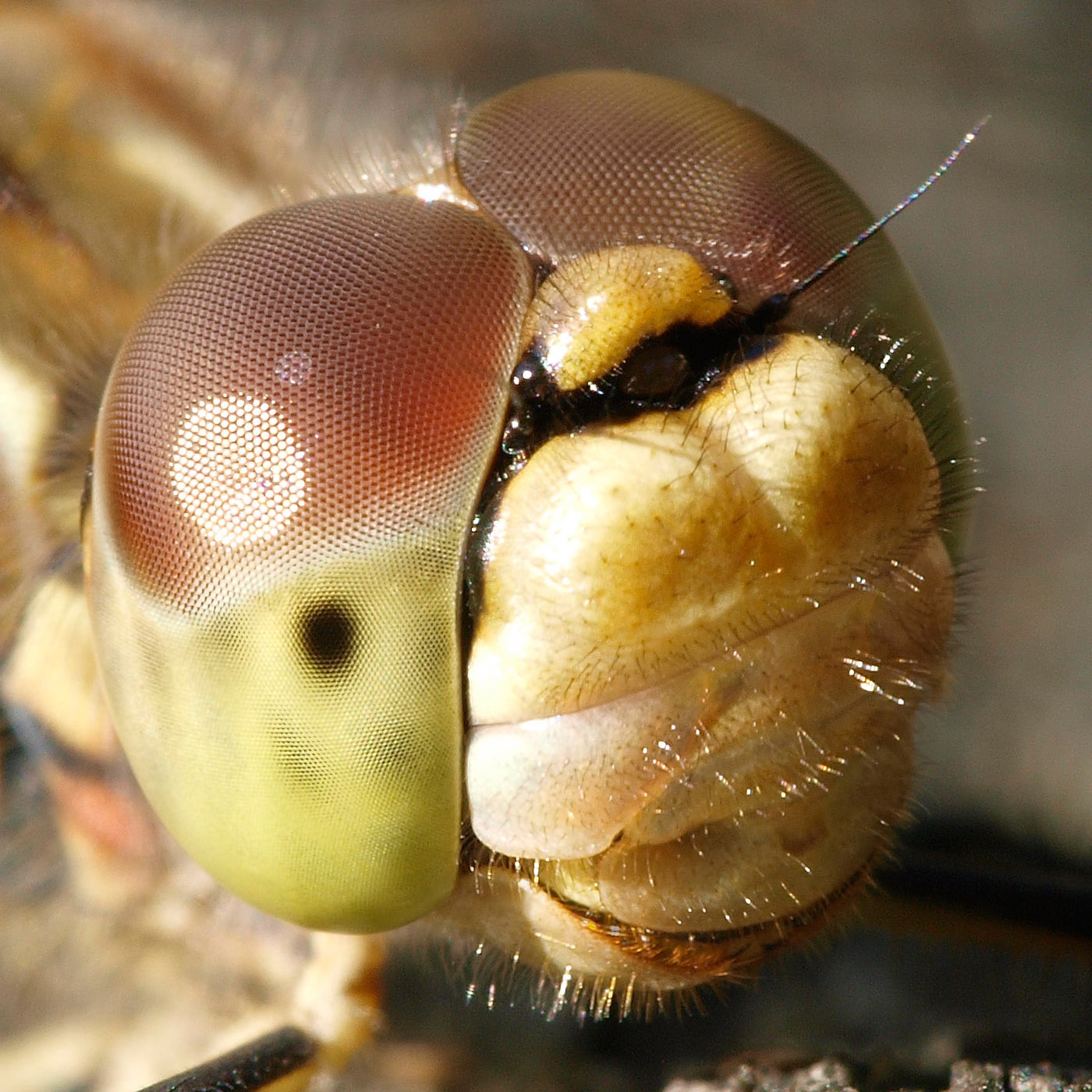
Kop van een steenrode heidelibel
(Sympetrum vulgatum)

### Kop
Het opvallendste aan de kop zijn de samengestelde ogen, die uit 10.000 tot 50.000 facetjes bestaan. Met deze ogen nemen libellen bewegingen waar, het bovenste gedeelte ziet scherp op afstand en het onderste dichtbij. Om licht en donker te kunnen onderscheiden heeft de libel nog drie enkelvoudige ogen. Hoogstwaarschijnlijk functioneren ze als een optisch evenwichtsorgaan. De vervorming van de antennes stelt de libel in staat snelheid te meten. Met de forse monddelen kan een libel hard bijten, maar deze worden alleen gebruikt voor het kauwen op insecten. Een beet van de libel komt vrijwel nooit door de huid van een mens heen. Bij grote exemplaren kan dit wel, maar libellen vluchten liever in plaats van aan te vallen.

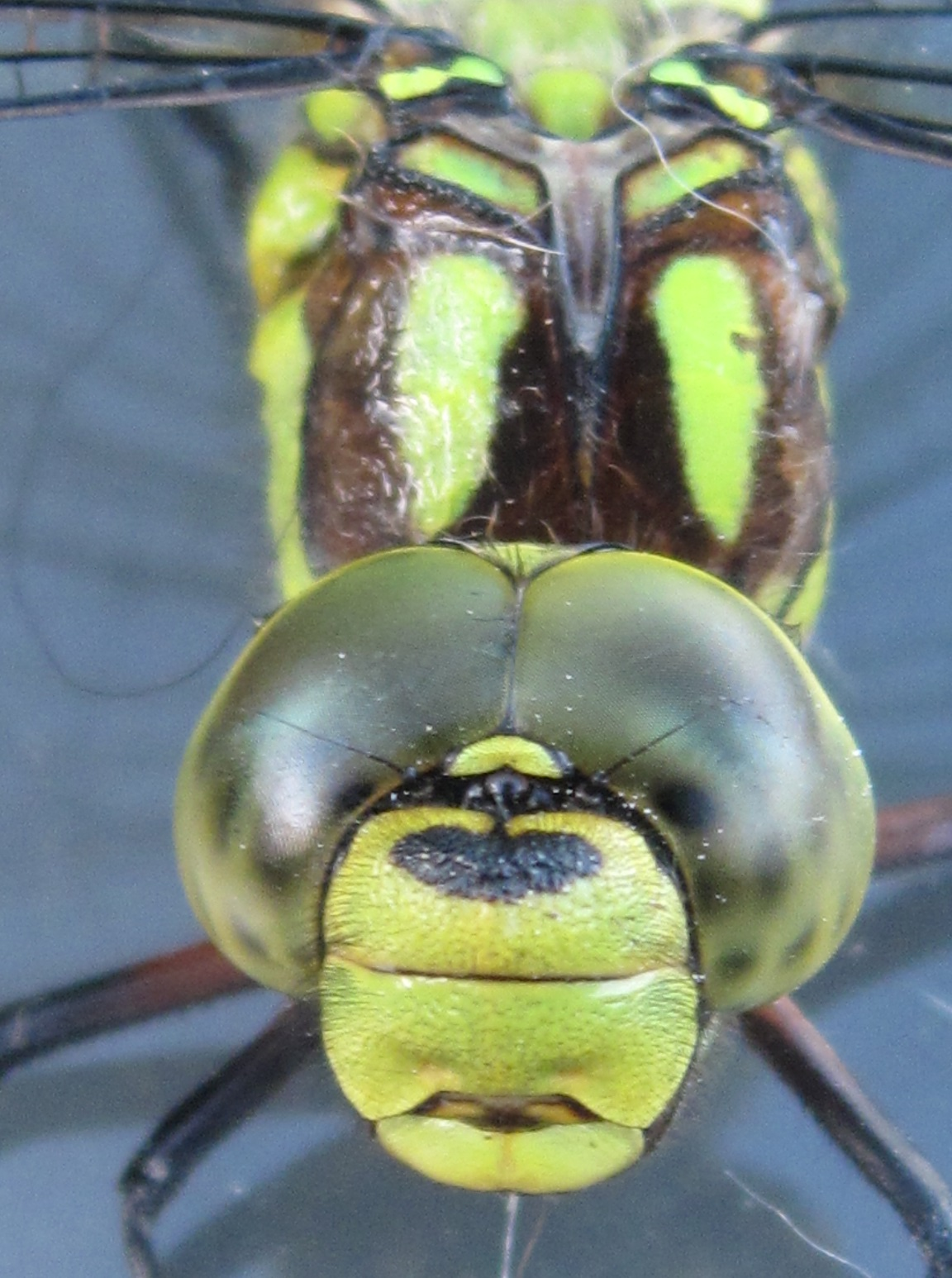
Close-upbeeld van het hoofd van een blauwe glazenmaker
(Aeshna cyanea)

### Borststuk
Het borststuk is naar achteren gekanteld, wat verscheidene voordelen oplevert: de poten staan verder naar voren, waardoor ze geschikter zijn om een prooi in de vlucht te vangen en vervolgens in de mond te stoppen. De forse botsing die het libellenlijf ondergaat bij het vangen van de prooi wordt beter opgevangen. De vleugels staan centraler opgesteld, wat de vliegkunst ten goede komt.
Het voorste borstgedeelte zit met beweegbare verbindingen vast aan de kop en de rest van het lijf. Hierdoor kan de kop in alle richtingen bewogen worden.
De poten zijn aangepast aan het jagen en hebben hun loopfunctie verloren. Tijdens de vlucht vormen de poten een soort vangnet en de kleine stijve haartjes ('doornen') zorgen ervoor dat de prooi niet meer kan ontsnappen.
Bij libellen zijn de vleugels niet met elkaar verbonden, zoals bij veel andere insecten. Hierdoor kunnen de vier vleugels los van elkaar worden aangestuurd en kan de libel opmerkelijke kunsten uithalen, zoals stilstaan in de lucht, verticaal opstijgen en zelfs achteruit vliegen. De vleugelslag is met twintig tot veertig slagen per seconde veel langzamer dan bij andere, kleinere insecten. (Sommige muskieten kunnen wel duizend slagen per seconde bereiken.) Door de lage frequentie is de vleugelslag voor mensen niet hoorbaar. Libellen kunnen een snelheid van wel vijftig km per uur halen, wat hen tot de snelst vliegende insecten maakt. De vleugels hebben een netwerk van aderen waarvan de structuur bij de taxonomische indeling van de libellen een belangrijke rol speelt. De voorrand van de vleugels is geknikt en fungeert als een soort spoiler. Dit zorgt dat lucht loskomt van het vleugeloppervlak, waardoor lift ontstaat. Aan de voorrand van de vleugels bevindt zich dicht bij de vleugeltop ook een gekleurde vlek, het pterostigma. Deze vleugelvlek helpt de libel mogelijk bij fijnere bijstellingen van de vlucht.

### Achterlijf
Het lange achterlijf bestaat uit tien segmenten en is zeer buigzaam. Dit is noodzakelijk voor de paring die in een paringswiel plaatsvindt. Het achterlijf heeft een stabiliserende functie en wordt gebruikt bij het sturen. De aanhangsels van het achterlijf worden door het mannetje gebruikt als een soort tang waarmee hij het vrouwtje tijdens de paring vastgrijpt.

### Kleuren
De kleuren vervullen belangrijke functies voor de libel. Ze helpen bij het herkennen van geschikte partners. Ze zorgen er ook voor dat de vorm van het lichaam enigszins verhuld wordt, waardoor ze zich gemakkelijker voor predatoren kunnen verbergen. Bij de regulatie van de lichaamstemperatuur benutten enkele soorten de mogelijkheid tot kleurverandering. Bij koudere omstandigheden vindt een verkleuring plaats van blauw naar bruin, waardoor de libel beter warmte opvangt.

## Levenscyclus en gedrag
De ontwikkeling van de libel verloopt vanaf eitje via larve tot volwassen insect met vleugels (imago). Libellen ondergaan via een serie van negen tot zestien vervellingen een onvolledige gedaanteverwisseling, niet een volledige metamorfose zoals vlinders, hoewel de verschillen tussen de laatste larvale fase en het volwassen insect zeer aanzienlijk zijn. In warmere streken verloopt de ontwikkeling van larve tot imago sneller. (Bij een onvolledige gedaantewisseling worden de onvolwassen dieren meestal 'nimfen' genoemd, bij libellen is echter 'larf' of 'larve' de in zwang zijnde term.)
De levensduur van volwassen libellen bedraagt bij de meeste soorten gemiddeld ongeveer zes tot acht weken. Bepaalde soorten leven echter niet langer dan twee weken. Het langst leven in Midden-Europa de Winterlibellen ('Sympecma'), die in het volwassen stadium overwinteren en daardoor tien tot elf maanden oud worden. Daarvan zijn ze ongeveer vier tot zes maanden actief.

### Paring

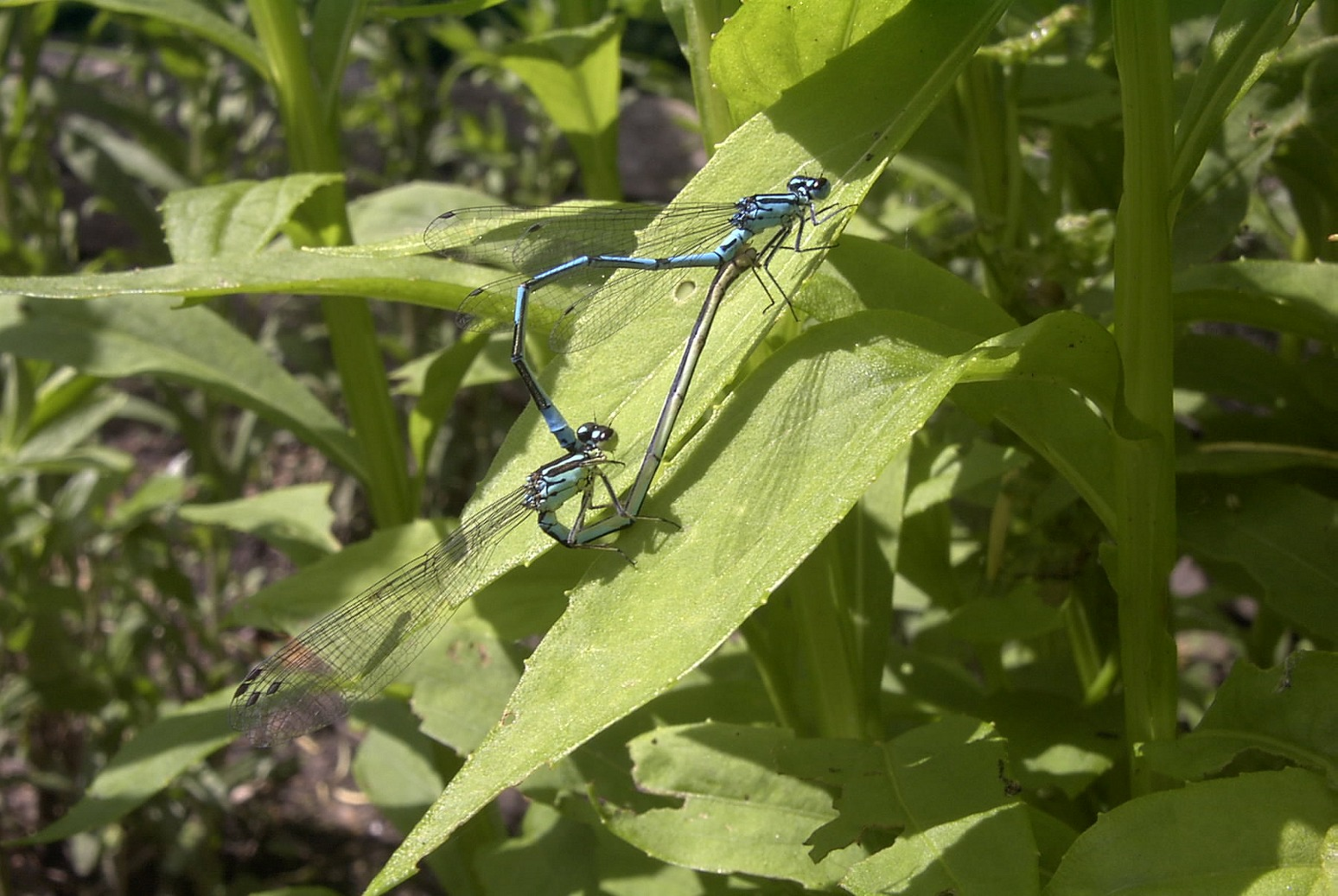
Het juffermannetje (azuurwaterjuffer) grijpt bij een paringswiel het vrouwtje bij het halsschild (Platycnemis pennipes)

Vóór de paring brengt het mannetje zijn sperma over naar zijn secundaire geslachtsorgaan. Hij doet dit omdat het primaire orgaan aan het uiteinde van het achterlijf op een onbereikbare plaats voor het vrouwtje gesitueerd is. Dit gedeelte wordt namelijk bij het begin van de paring gebruikt om het vrouwtje met de achterlijfaanhangsels vast te pakken bij het halsschild (juffers/gelijkvleugeligen) of achter de kop (ongelijkvleugeligen), waardoor ze in tandem gaan vliegen. Vervolgens wordt het paringswiel gevormd doordat de onderlijven bijeen gebracht worden. Het vrouwtje neemt dan het sperma over van het mannetje; bevruchting vindt pas plaats bij de eiafzet. Deze paringsmanier is uniek voor libellen. Copulatie kan plaatsvinden in de vlucht of in rust. De duur van de paring is zeer verschillend, van enkele seconden tot meerdere uren.

### Ei
De eitjes worden door het vrouwtje afgezet met haar legapparaat. Bij veel soorten wordt het vrouwtje tijdens het leggen nog steeds vastgehouden door het mannetje dat haar heeft bevrucht. Het ei-afzetten gebeurt bij juffers en glazenmakers door met de legboor gaatjes te maken in waterplanten, waarin de langwerpige eitjes worden gestopt. Bij de overige libellen vindt afzet van de ronde eitjes plaats in de modder, net onder het wateroppervlak of door verstrooiing over het water. Het legapparaat van het vrouwtje is bij deze soorten gereduceerd. Bij sommige noordelijke soorten overwinteren de eitjes altijd, bij andere kan dit gebeuren als de eitjes in de herfst zijn gelegd. De meeste eitjes ontwikkelen zich echter in twee tot vier weken tot larve.

### Larve

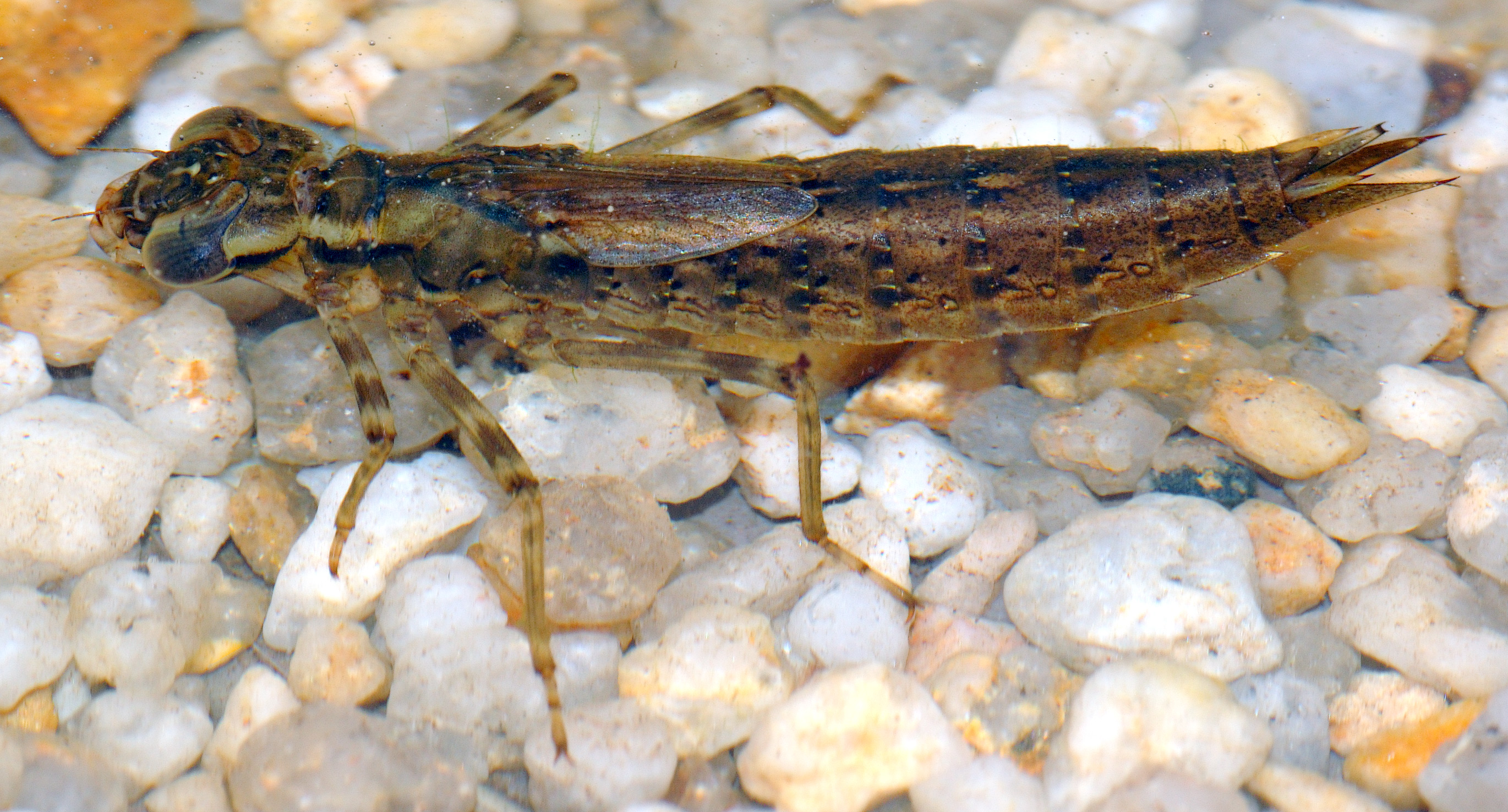
Larve van de blauwe glazenmaker
(Aeshna cyanea)

Een net uitgekomen larve is zeer gevoelig voor kou, daarom worden de eerste vervellingen snel doorlopen om daarna te kunnen overwinteren. Larven lijken al vanaf het begin op volwassen dieren. Wel zijn de ogen kleiner, is het lijf korter en ontbreken de vleugels. De larven verblijven van een paar maanden tot vijf jaar onder water. Ze zijn zeer vraatzuchtig en jagen op kleine waterdiertjes en zelfs kleine visjes. Ze zijn hiervoor goed aangepast, ze hebben namelijk een zogenaamd vangmasker, een verlengde onderlip, die gebruikt wordt als grijporgaan en zeer snel uitgeklapt kan worden. Larven kunnen opgegeten worden door vissen, kikkers, waterinsecten en zelfs door soortgenoten.

### Imago
Voor de laatste vervelling, van larve naar volwassen libel, verlaten ze het water. Dit is riskant voor de libel, omdat het uren duurt om op te drogen en het diertje droge vleugels en een droog lichaam moet hebben voor het kan vliegen. Wanneer ze eenmaal vliegen zijn volwassen libellen moeilijk te verschalken. Toch slagen zwaluwen, boomvalken en bijeneters daarin. Ook komt kannibalisme voor onder libellen. De langste lijdensweg wordt vaak veroorzaakt door parasieten, mijten en wormpjes. De grootste bedreiging wordt gevormd door de mens, die de biotopen van de libel aantast.

### Temperatuurregeling
Zoals alle insecten moeten libellen hun lichaamstemperatuur regelen door hun spieren te gebruiken. Vóór het wegvliegen zal een niet goed opgewarmde libel een tijdje met de vleugels trillen. Het zonlicht wordt optimaal gebruikt: ze gaan 's ochtends of onder koele omstandigheden op lichte ondergrond zitten om zo veel mogelijk straling op te vangen. Bij soorten die normalerwijs de vleugels boven het lichaam samenvouwen worden de vleugels bij het opwarmen enigszins gespreid gehouden om zo min mogelijk in de eigen schaduw te zitten. In de namiddag zitten glazenmakers vaak op warme oppervlakten, zoals stenen of boomstammen, waarbij ze hun lijf tegen de warme ondergrond aandrukken. Bij heet weer verkleinen libellen vaak de hoeveelheid lichaamsoppervlak die aan de zon wordt blootgesteld door het achterlijf op de zon te richten - een soort handstand die 'obeliskhouding' wordt genoemd.

### Migratie
Van de ongeveer 5700 soorten libellen denkt men dat er 25 tot 50 migreren zoals trekvogels. Het is dus waarschijnlijk dat insecten reeds eerder dan vogels met migraties over lange afstanden begonnen zijn.

## Voeding
Libellen voeden zich in het algemeen met kleine insecten, zoals muggen, nachtvlinders, vliegjes en dergelijke, die zij in de vlucht vangen en opeten. Ook kan het voorkomen dat zij grotere insecten, zoals vlinders of zelfs hun eigen soort opeten.

## Biotoop
Libellen zijn vaak bij water te vinden omdat hun larven daarop zijn aangewezen. Ze zijn uitstekende indicatoren voor de kwaliteit van de omgeving, doordat ze in alle wateren behalve de zee en sterk vervuilde wateren voorkomen.
Toch kunnen ze ook op flinke afstand van water aangetroffen worden, bijvoorbeeld echte libellen die op jacht zijn. Ze hebben dan vaak een voorkeur voor hooggelegen warme plaatsen. Ook mijden vrouwtjes een groot deel van de tijd het water om niet onmiddellijk door een mannetje tot paring uitgenodigd te worden.

### Stromend water
Relatief weinig libellen hebben als biotoop stromend water, zoals beken en rivieren. Zeker in snelstromende delen kunnen alleen gespecialiseerde soorten gevonden worden. Hun larven hebben dit zuurstofrijke water nodig. Bij stromende wateren zijn beekjuffers, bronlibellen en rombouten te vinden.

### Stilstaand water
Veel meer soorten verkiezen stilstaand water van plassen, poelen, meren en vijvers. Hun larven leven in de vlakkere oeverzones en tussen waterplanten. Sommige gespecialiseerde soorten zoals een aantal heidelibellen (geslacht Sympetrum) hebben bepaalde plantensoorten nodig. De meeste libellen zijn niet erg gespecialiseerd en hun larven kunnen vaak behoorlijke watervervuiling trotseren.

### Vennen en hoogveen
Een biotoop die bijzonder onder druk staat is die van vennen en hoogvenen. De libellen die hier leven zijn zeer gespecialiseerd vanwege de extreme omstandigheden: voedselarmoede, lage zuurtegraad en sterke temperatuurschommelingen. Bij vernietiging van dit biotoop verdwijnen deze soorten, zoals speerwaterjuffer en venglazenmaker.

## Evolutie
De oudste vondsten van libelachtige dieren stammen van 320 miljoen jaar geleden uit het Carboon. Deze dieren, Palaeodictyopteren genoemd, hadden een spanwijdte van 60 cm en leefden in bosrijk gebied. Het waren nog geen echte libellen maar het zijn waarschijnlijk de voorouders van alle gevleugelde insecten. Uit het Perm zijn zo'n twintig 'echte' libellen (Protodonata) bekend die zelfs een vleugelspanwijdte van 75 cm hadden.
De eerste vertegenwoordigers van de huidige libellenfamilies dateren uit de late Jura. De laatste 150 miljoen jaar is de bouw en waarschijnlijk ook de levenswijze van libellen niet veel meer veranderd.

## Taxonomie
Er zijn twee opvattingen over de indeling van de huidige libellensoorten, waarvan de ene is dat er drie onderorden zijn, namelijk de juffers (Zygoptera), oerlibellen (Anisozygoptera of Epiohplebioptera) en echte libellen (Anisoptera). De onderorde van de oerlibellen omvat vooral fossiele soorten en is parafyletisch gebleken. Hierdoor is het nodig om de indeling te wijzigen. Er zijn verschillende oplossingsrichtingen. Eén deelt de nog bestaande soorten in volgens de traditionele drie onderorden en meent dat de oplossing gezocht moet worden in alternatieve indeling van de fossielen. Een ander brengt de oerlibellen en echte libellen onder in een nieuwe onderorde Epiprocta, waarbij onderverdeling moet worden aangepast. Voor de nog bestaande soorten is dan de indeling:
- Onderorde juffers of gelijkvleugeligen (Zygoptera).
- Onderorde Epiprocta, met daarbinnen twee infraorden:
  - Infraorde oerlibellen (Epiophlebioptera of Anisozygoptera), met slechts één familie Epiophlebiidae, bestaande uit vier niet-fossiele Aziatische soorten.
  - Infraorde echte libellen of ongelijkvleugeligen (Anisoptera).

De Nederlandse naam "echte libellen" voor de laatstgenoemde infraorde is ongelukkig gekozen: Zygoptera zijn niet minder echte libellen dan Anisoptera. De letterlijke vertaling van de wetenschappelijke namen, (on)gelijkvleugeligen dus, heeft niet alom ingang gevonden.

### Aantal soorten
Wereldwijd zijn ruim 6300 soorten beschreven, waarvan de meeste voorkomen in warmere gebieden. In Europa komen 150 libellensoorten voor. In België komen 73 soorten voor. In Nederland zijn 71 soorten aangetroffen, waarvan 67 als inheems worden beschouwd, een als zwerver en drie als verdwenen. In België en Nederland samen komt het aantal op 74 (vijf Nederlandse soorten komen niet in België voor, drie Belgische soorten niet in Nederland). De soorten staan opgesomd bij de juffers  en echte libellen.

### Alle families
Over de indeling van de libellen bestaat niet tot in de details overeenstemming. Onderstaande opsomming van de families is volgens Silsby 2001. Andere indelingen bevatten een paar families meer of minder en ook de verwantschapsvolgorde is niet altijd hetzelfde. Er is nog weinig onderzoek gedaan aan de hand van DNA; veelbelovend is dat larvenhuidjes al voldoende DNA voor onderzoek bevatten, zodat in de toekomst allerlei kwesties opgehelderd kunnen worden zonder er dieren voor te hoeven doden. Een van die kwesties is bijvoorbeeld de volgorde van glazenmakers en rombouten. Beide hebben een primitief kenmerk (glazenmakervrouwtjes een complete legboor, rombouten ogen die elkaar niet raken), maar welke familie staat nu het dichtst bij de juffers?
- Onderorde Zygoptera (gelijkvleugeligen of juffers)
  - Amphipterygidae – Bergvlamjuffers
  - Calopterygidae – Beekjuffers
  - Chlorocyphidae – Juweeljuffers
  - Dicteriadidae – Kaalpootjuffers
  - Euphaeidae – Oriëntjuffers
  - Polythoridae – Banierjuffers
  - Synlestidae
  - Lestidae – Pantser- en winterjuffers
  - Lestoideidae
  - Megapodagrionidae – Vlakvleugeljuffers
  - Perilestidae – Schaduwpantserjuffers
  - Hemiphlebiidae
  - Coenagrionidae – Waterjuffers
  - Isostictidae
  - Platycnemididae – Breedscheenjuffers
  - Platystictidae
  - Protoneuridae
  - Pseudostigmatidae – Reuzenjuffers
- Onderorde Epiprocta
  - Infraorde Epiophlebioptera – Oerlibellen
    - Epiophlebiidae

  - Infraorde Anisoptera – Ongelijkvleugeligen of echte libellen
    - Aeshnidae – Glazenmakers
    - Gomphidae – Rombouten
    - Neopetaliidae – Vlekvleugels
    - Petaluridae
    - Cordulegastridae – Bronlibellen
    - Chlorogomphidae
    - Macromiidae – Prachtlibellen
    - Synthemistidae – Zuidelijke glanslibellen
    - Corduliidae – Glanslibellen
    - Libellulidae – Korenbouten

## Toegepaste kunst
In de laat 19e eeuw waren insecten bijzonde geliefd als sierornament. Libellen werden verwerkt in juwelen en toegepaste kunst.

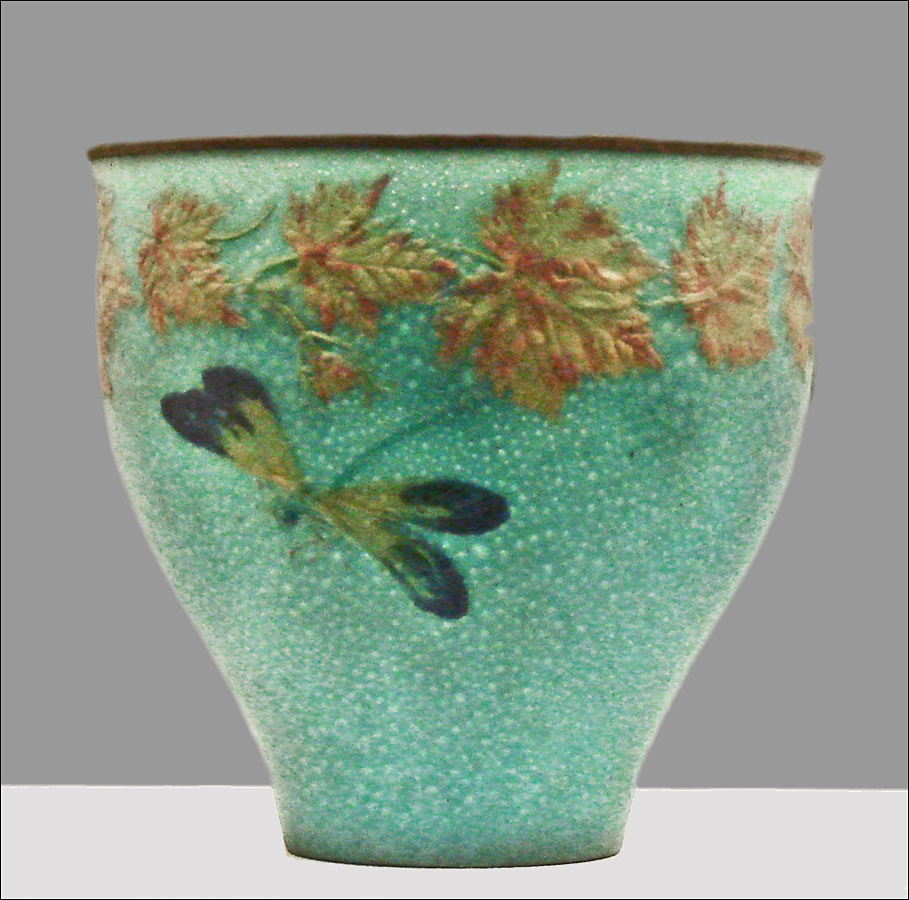
Musee du Petit Palais, Parijs
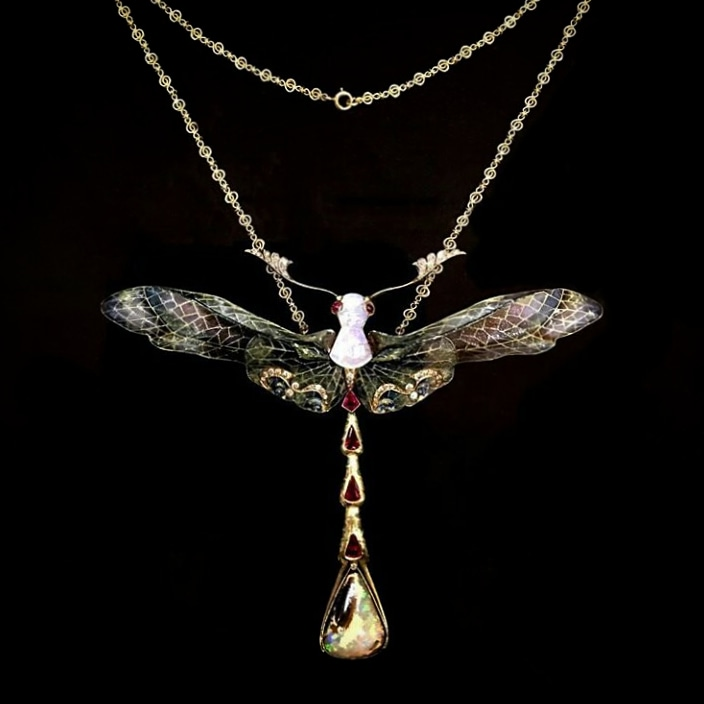
Juweel door Wolfers
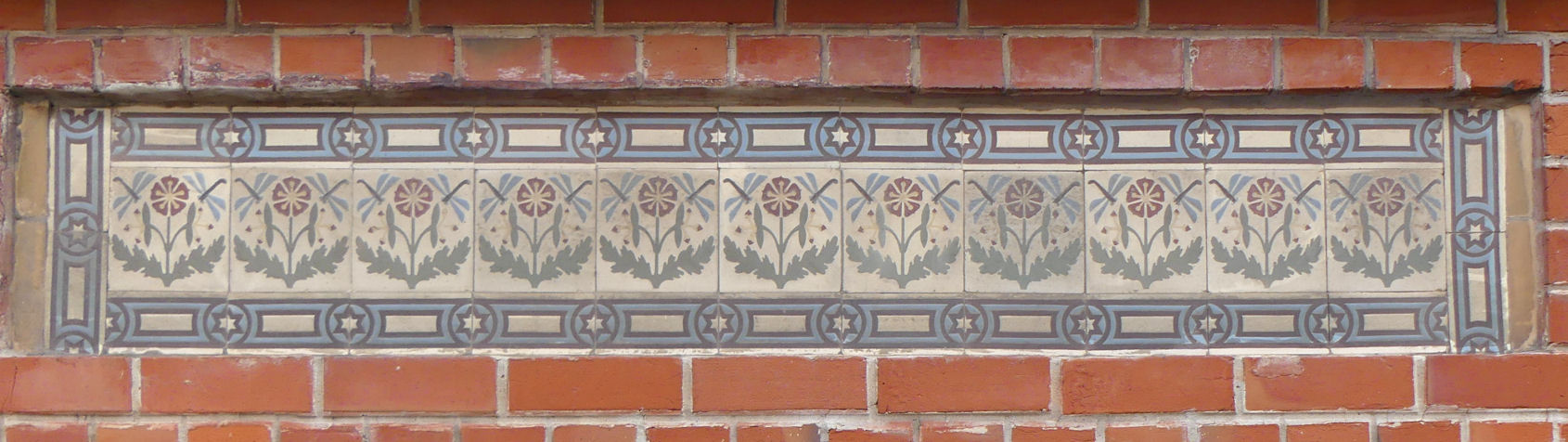
Libellen op cementtegels, 1e helft 20e eeuw

## Galerij

### Echte libellen

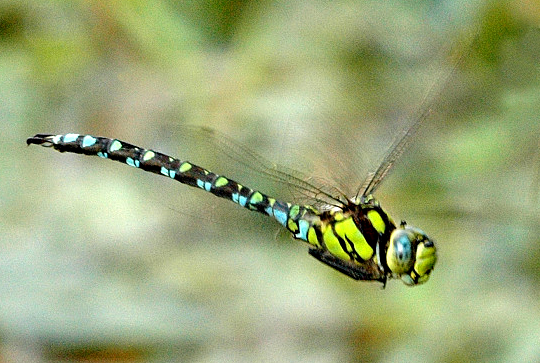
Blauwe glazenmaker ♂ (Aeshna cyanea)
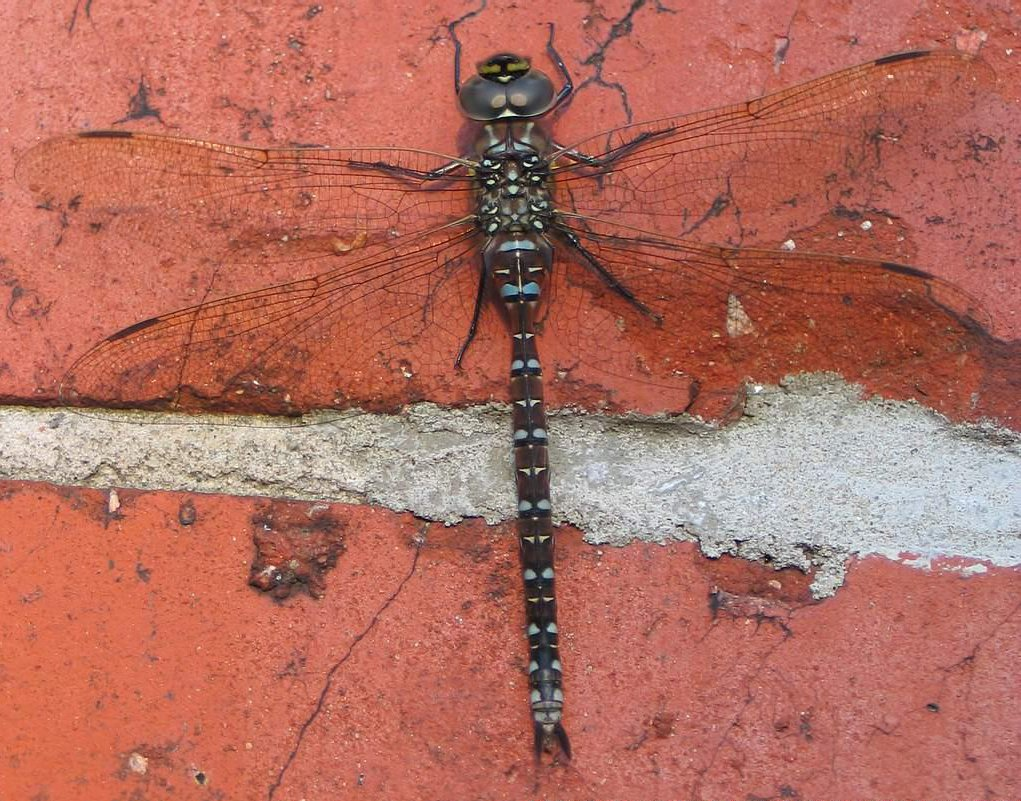
Venglazenmaker ♂ (Aeshna juncea)
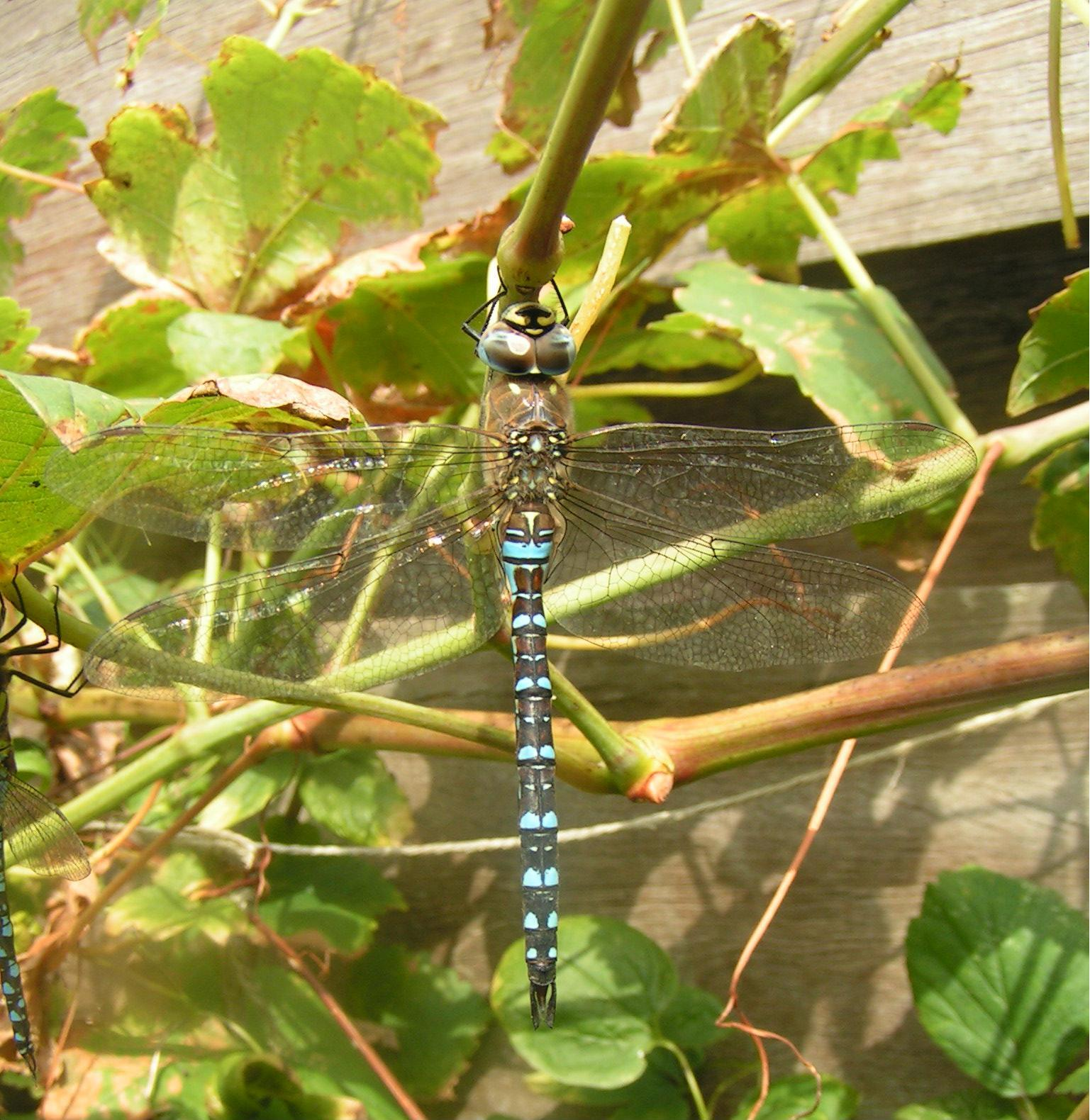
Paardenbijter ♂ (Aeshna mixta)
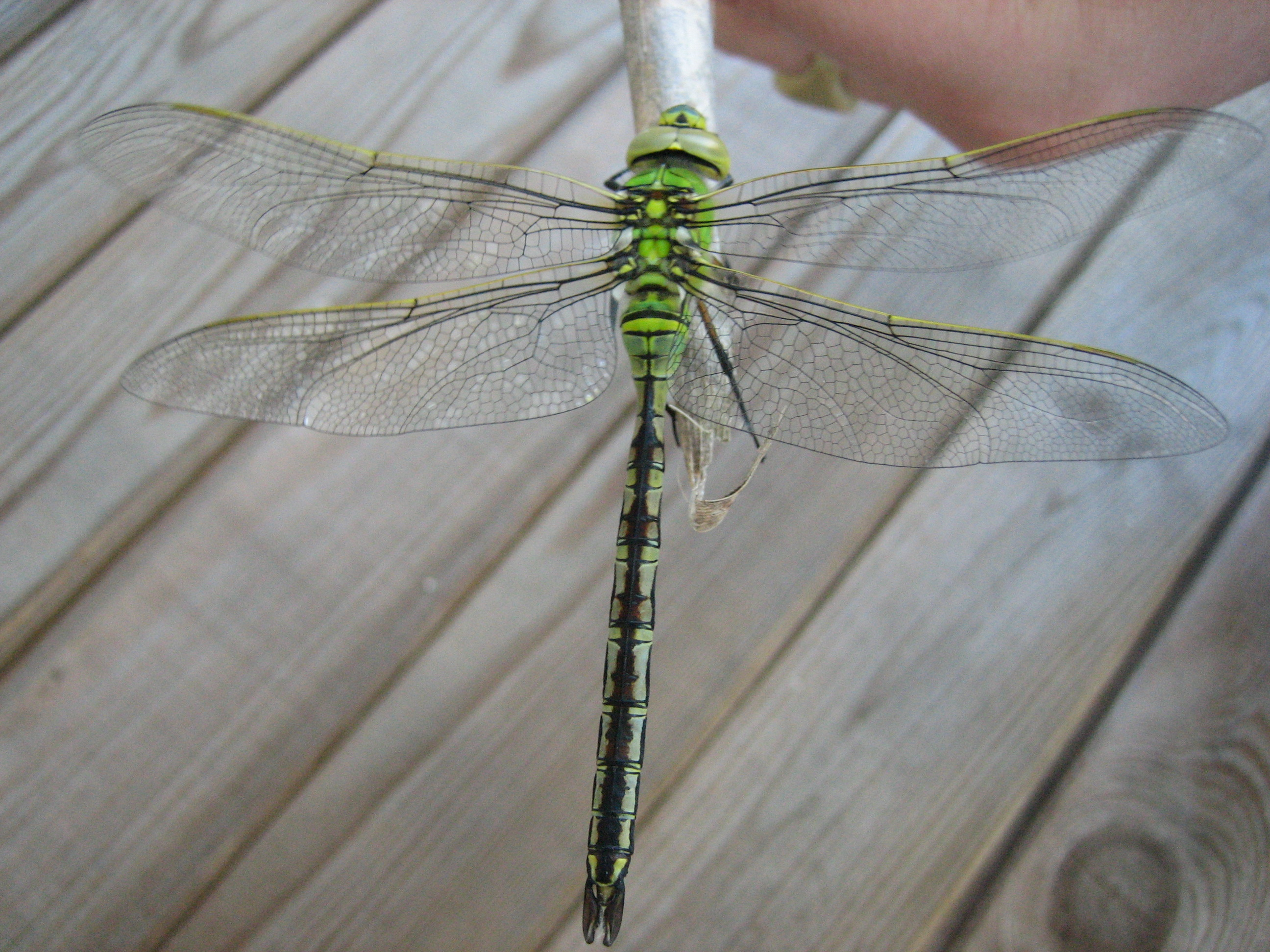
Grote keizerlibel ♀ (Anax imperator)
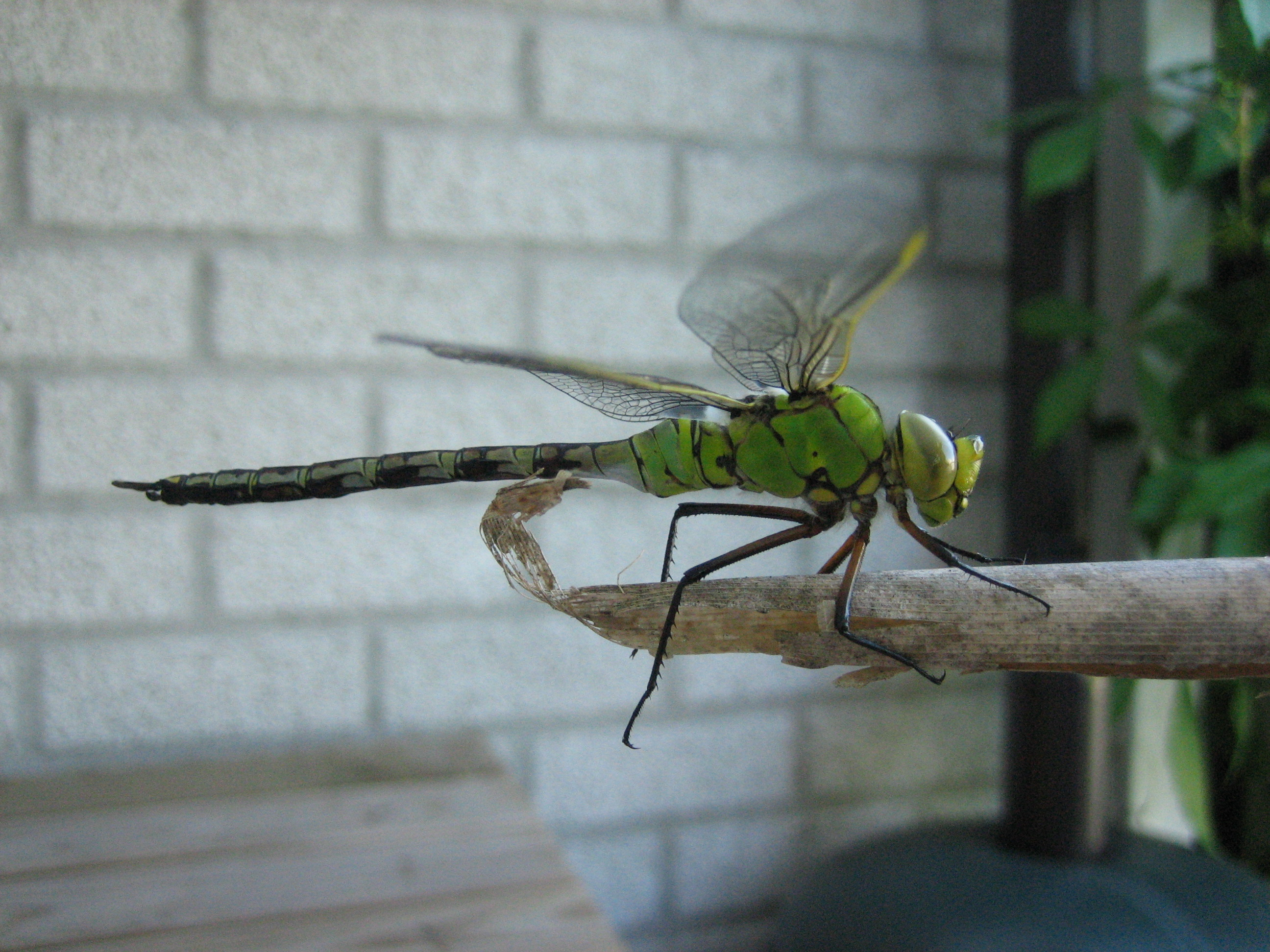
Grote keizerlibel ♀ (Anax imperator)
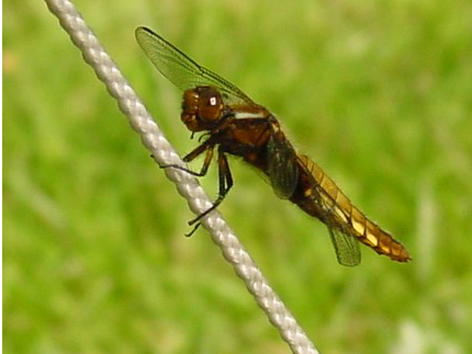
Platbuik ♀ (Libellula depressa)
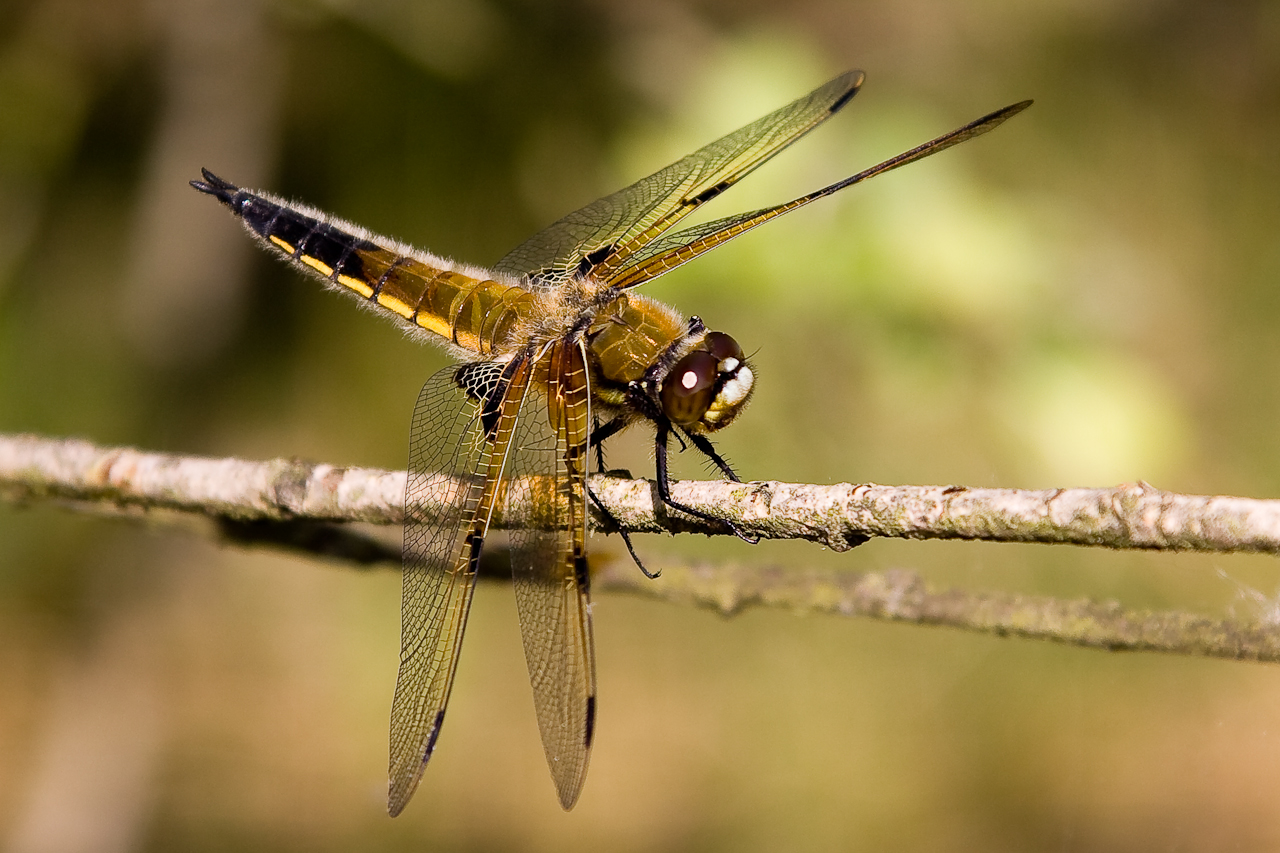
Viervlek ♂ (Libellula quadrimaculata)
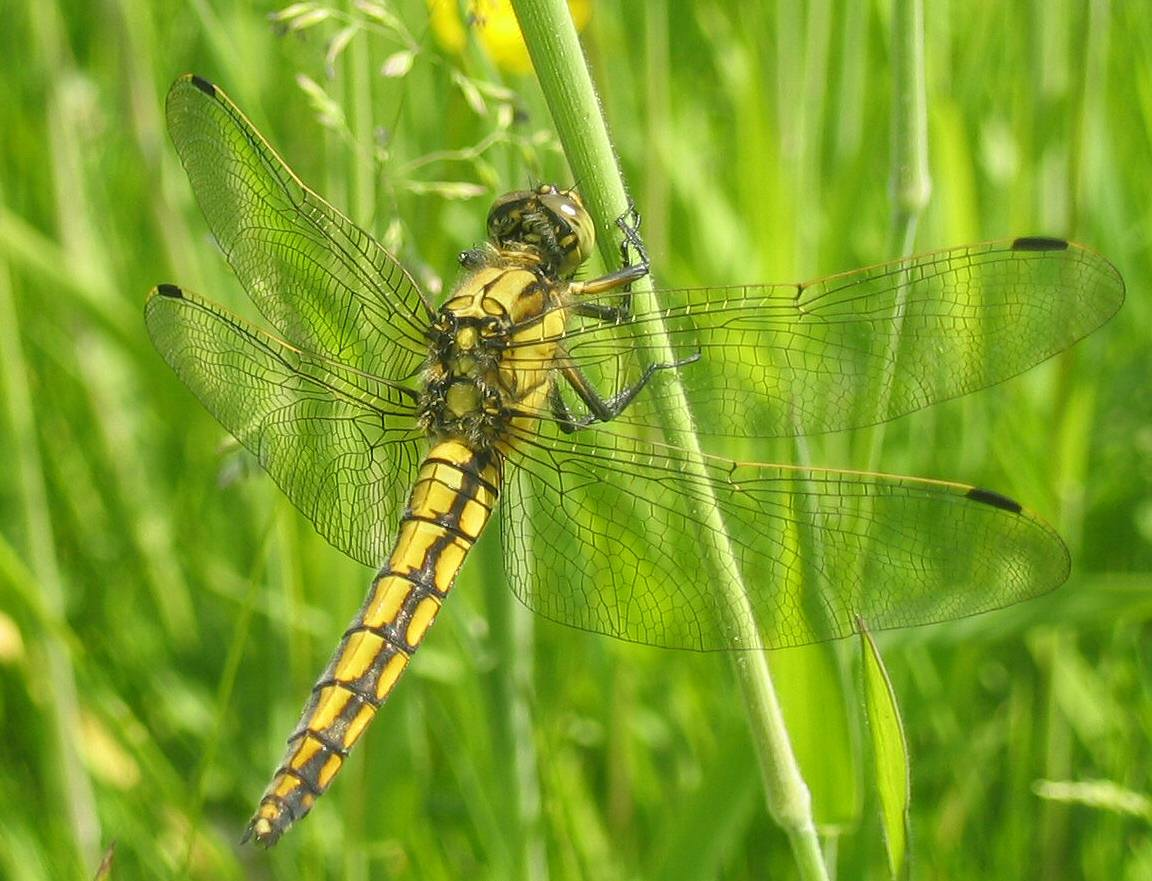
Gewone oeverlibel ♀ (Orthetrum cancellatum)
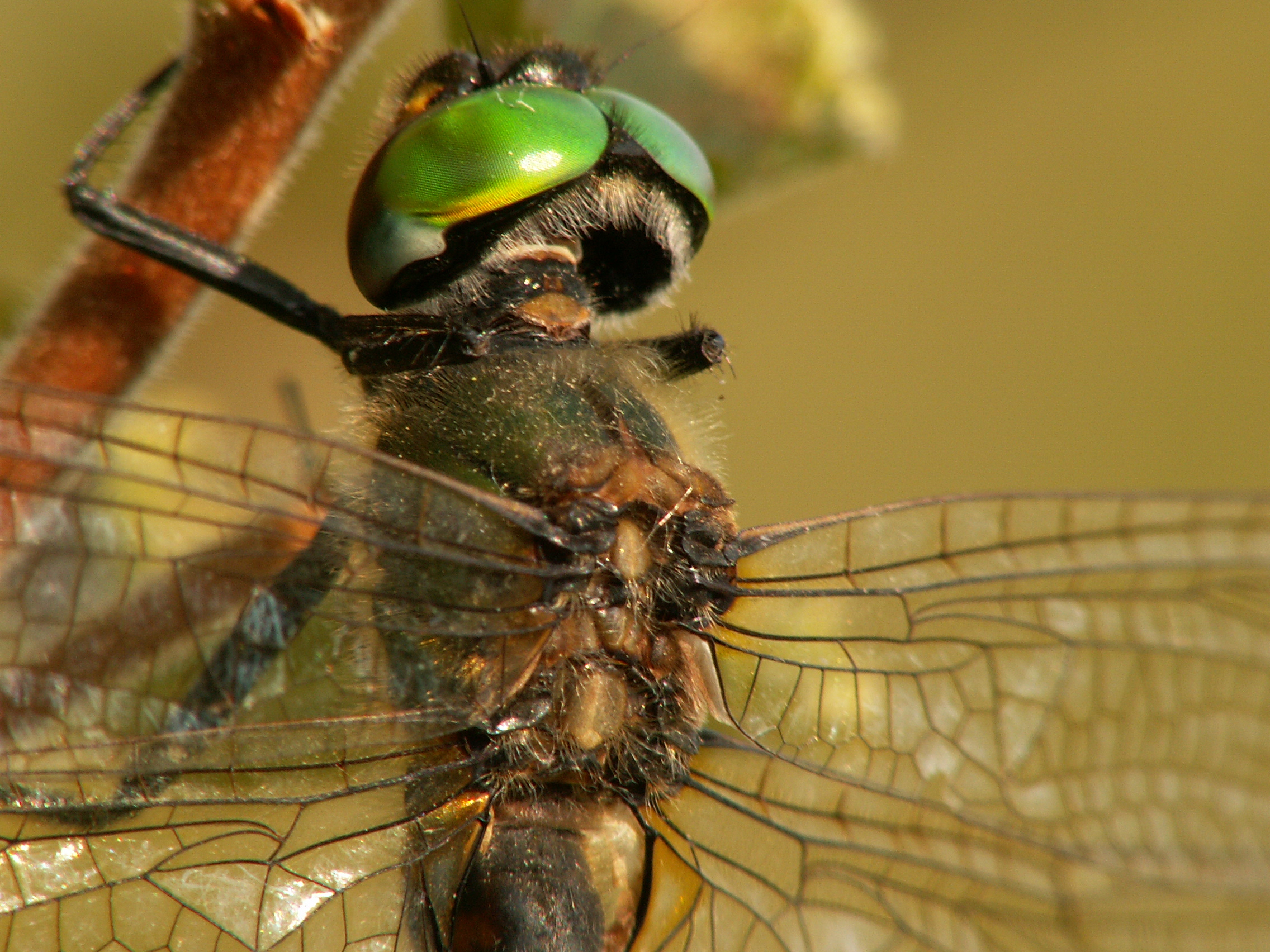
Hoogveenglanslibel ♂ (Somatochlora arctica)
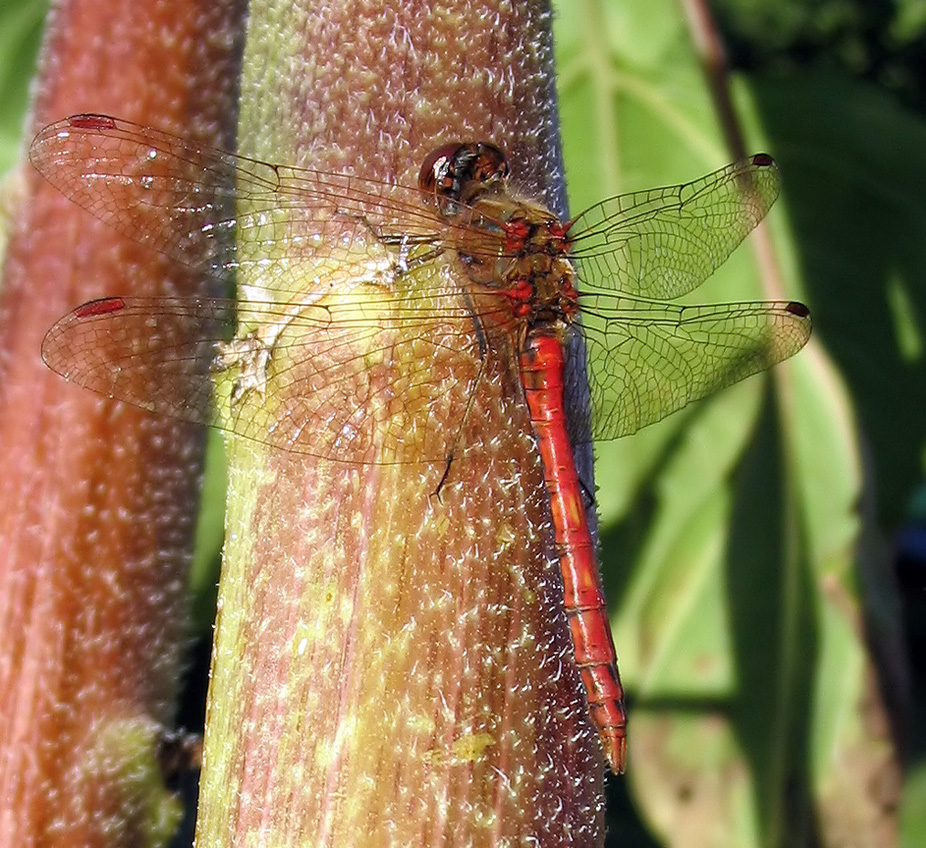
Steenrode heidelibel ♂ (Sympetrum vulgatum)
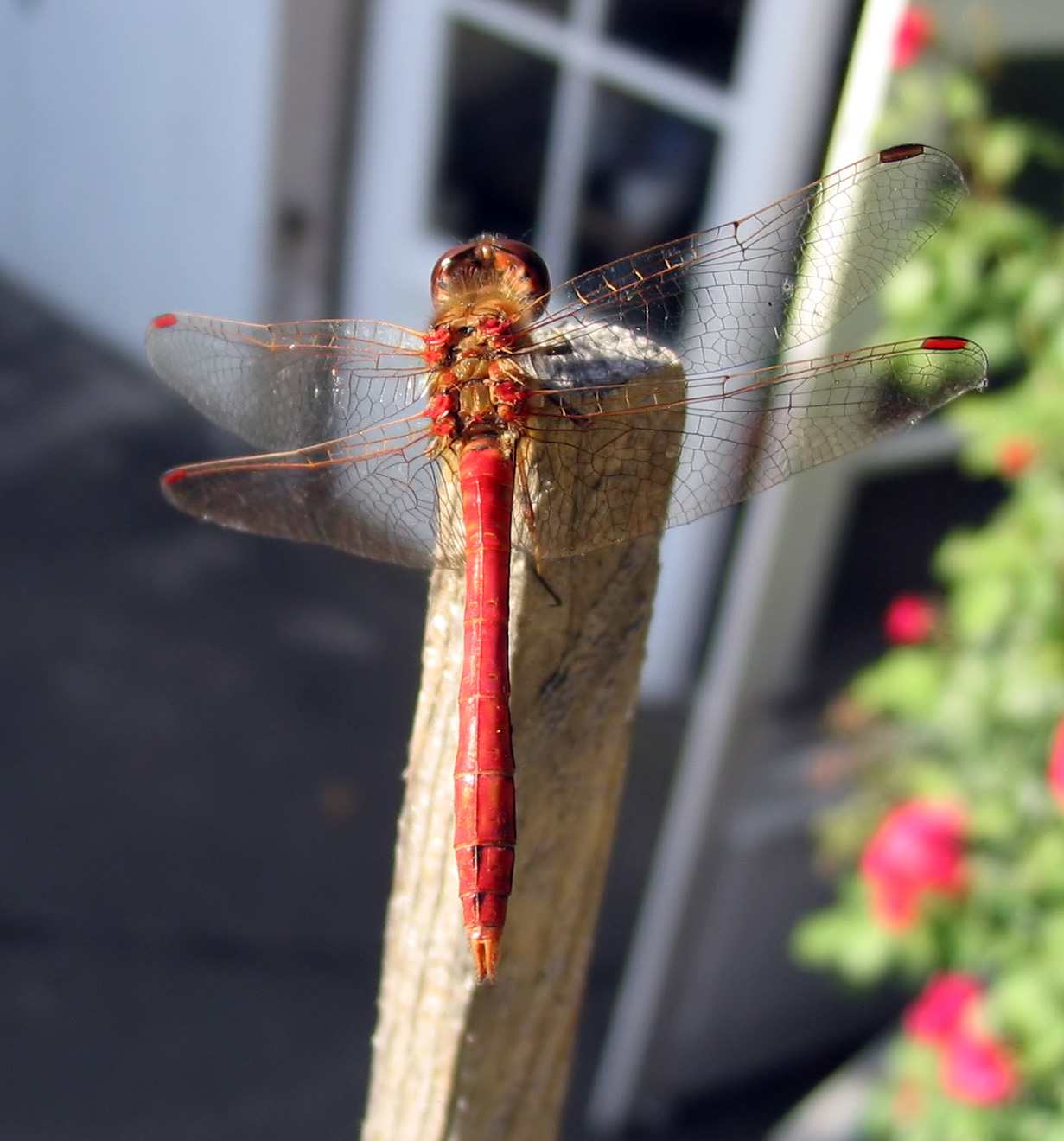
Steenrode heidelibel ♂ (Sympetrum vulgatum)
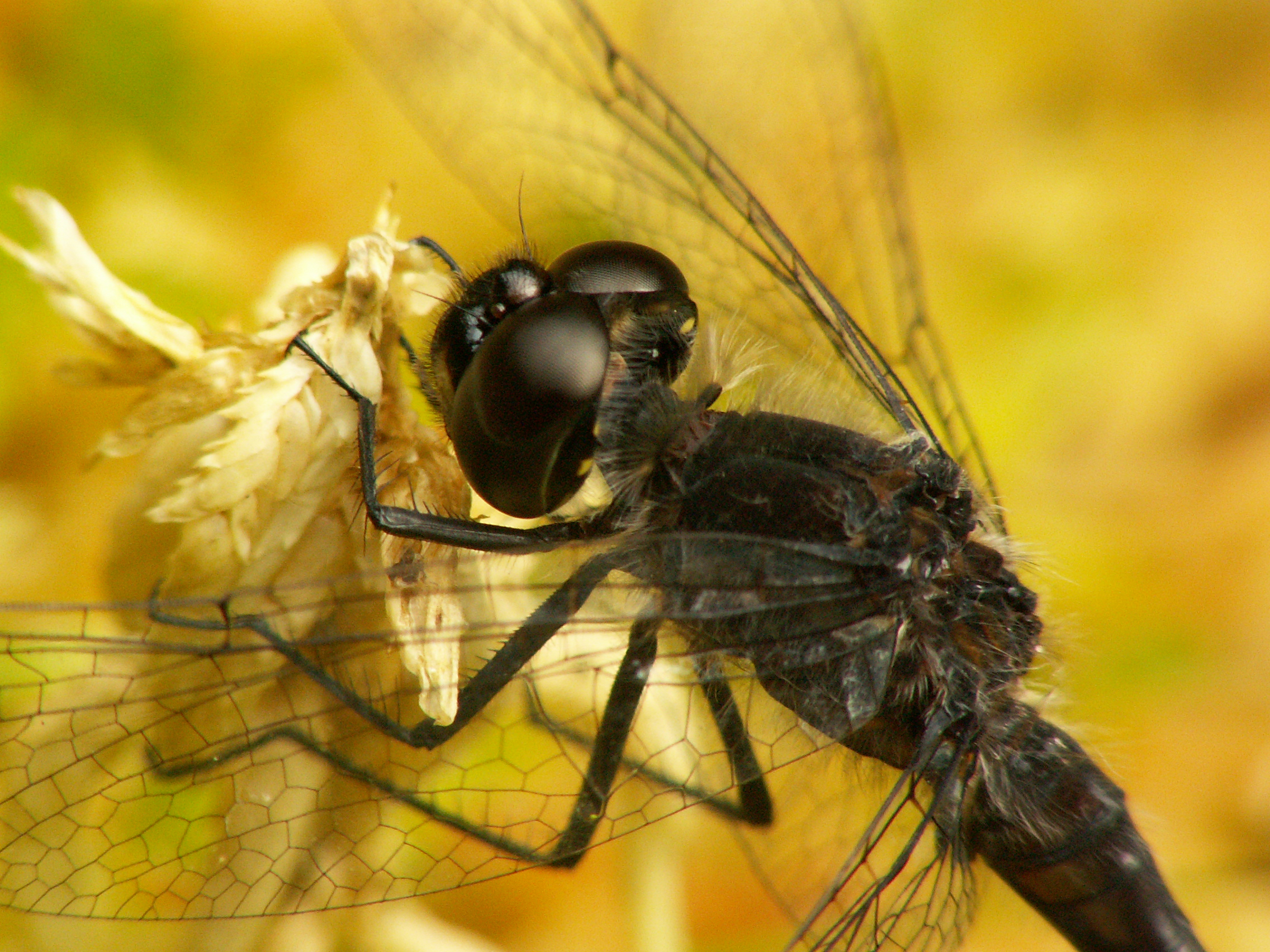
Zwarte heidelibel ♂ (Sympetrum danae)
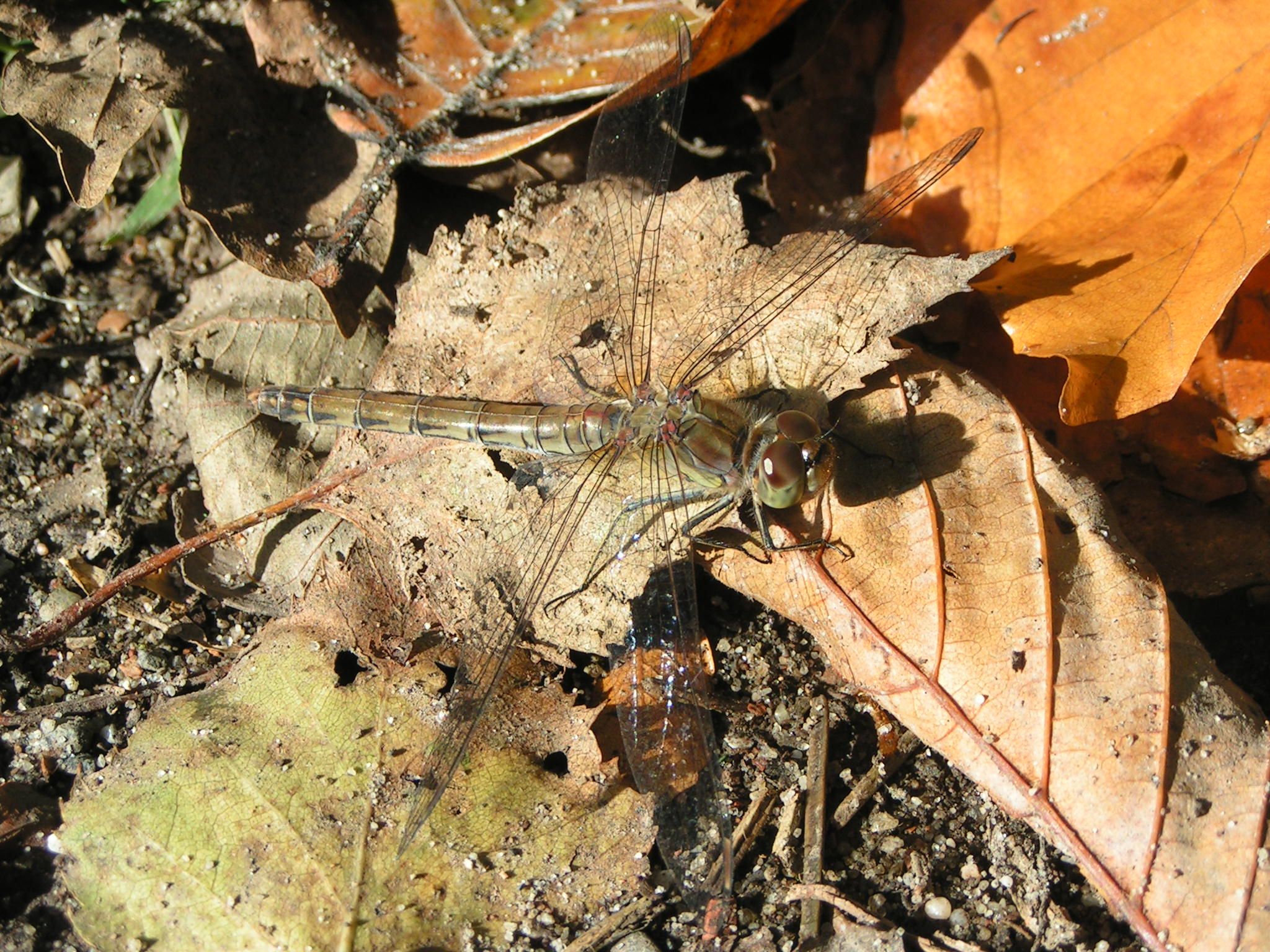
Bruinrode heidelibel ♀ (Sympetrum striolatum)

### Juffers

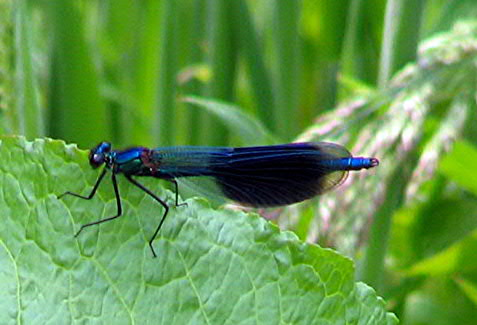
Weidebeekjuffer ♂ (Calopteryx splendens)
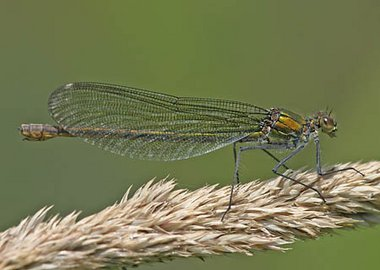
Weidebeekjuffer ♀ (Calopteryx splendens)
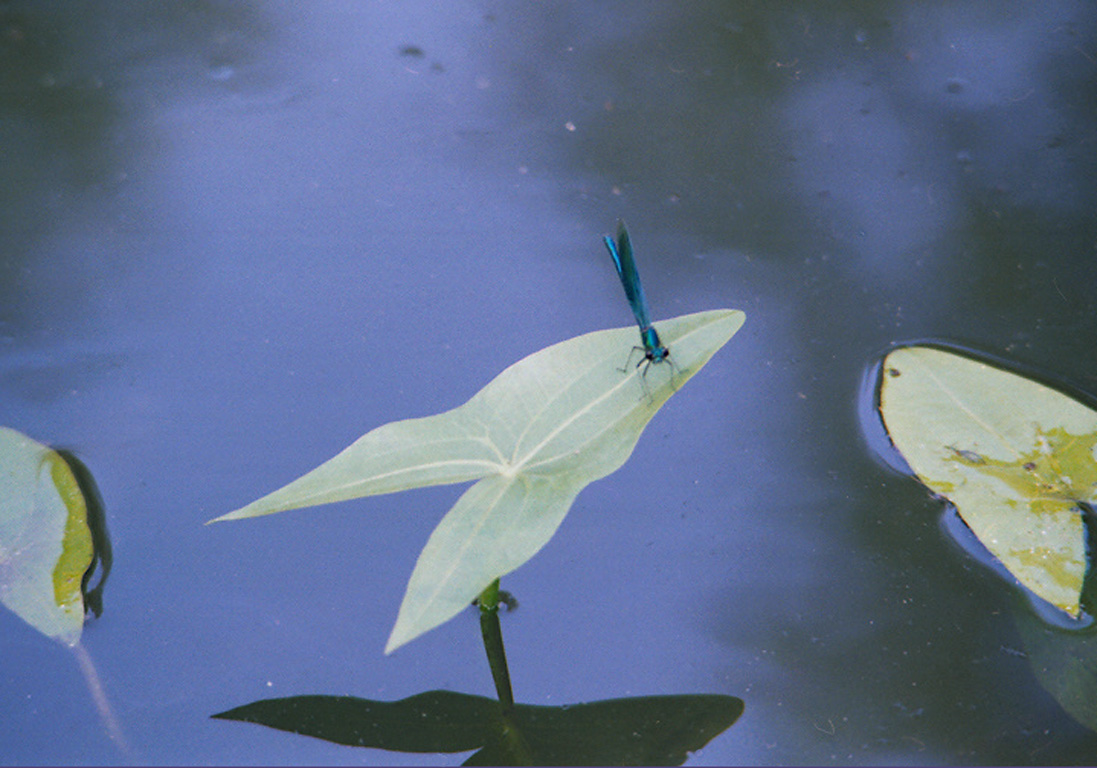
Weidebeekjuffer (Calopteryx splendens)
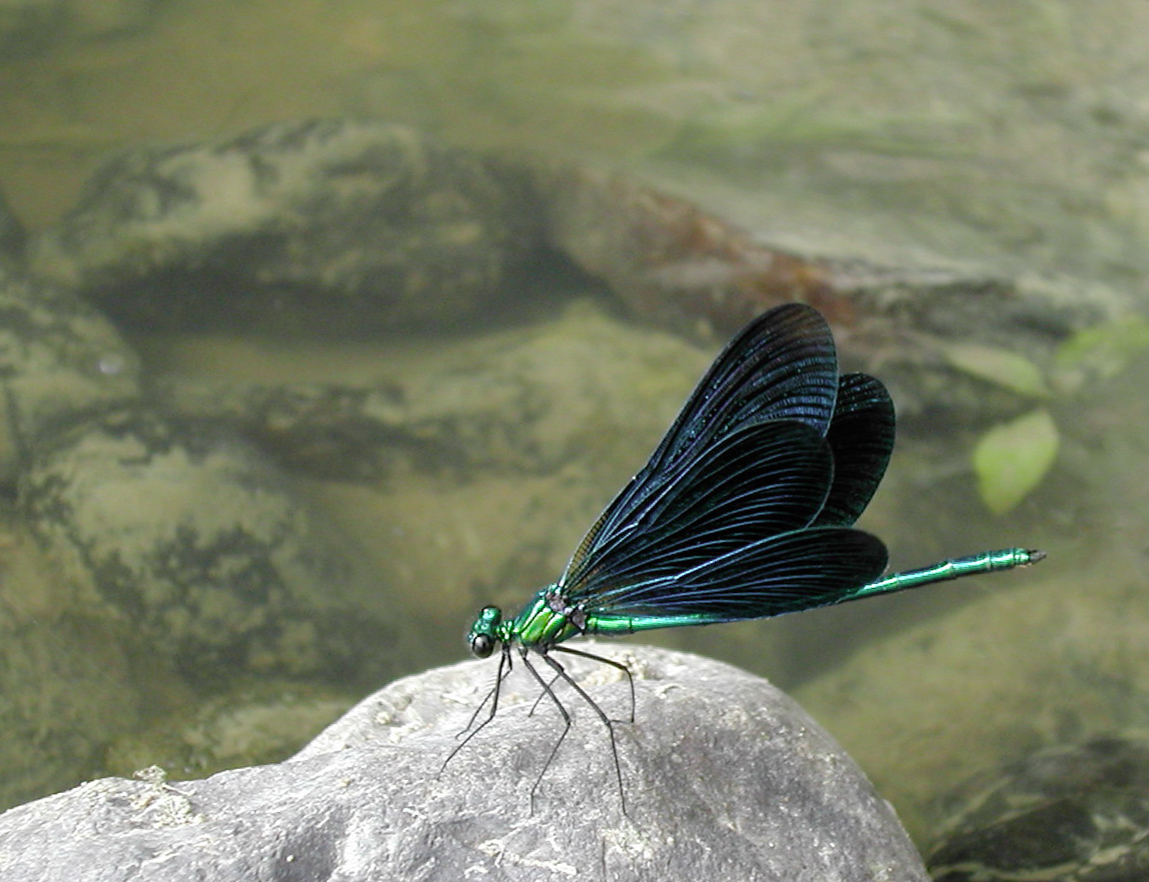
Bosbeekjuffer ♂ (Calopteryx virgo)
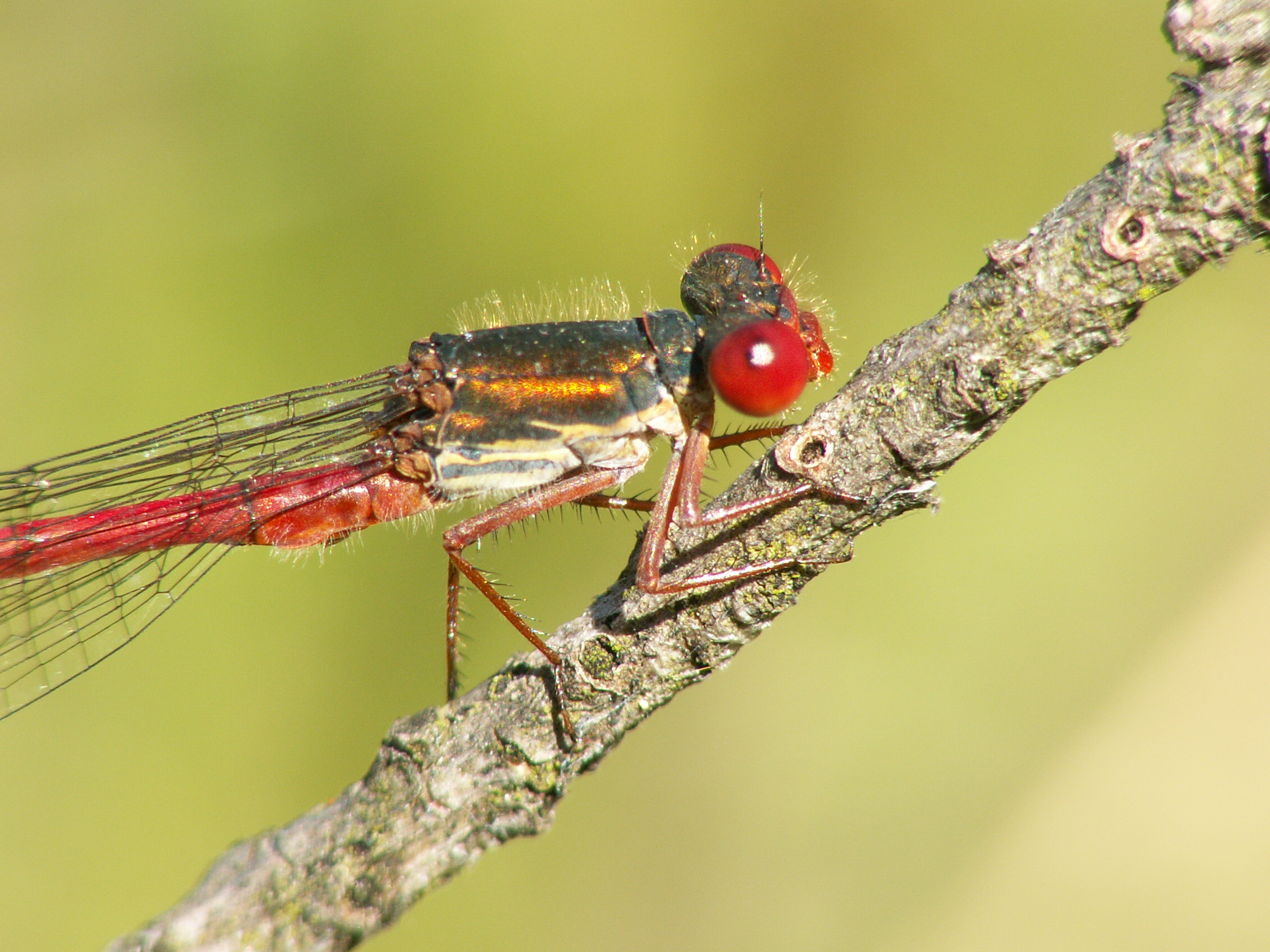
Koraaljuffer ♂ (Ceriagrion tenellum)
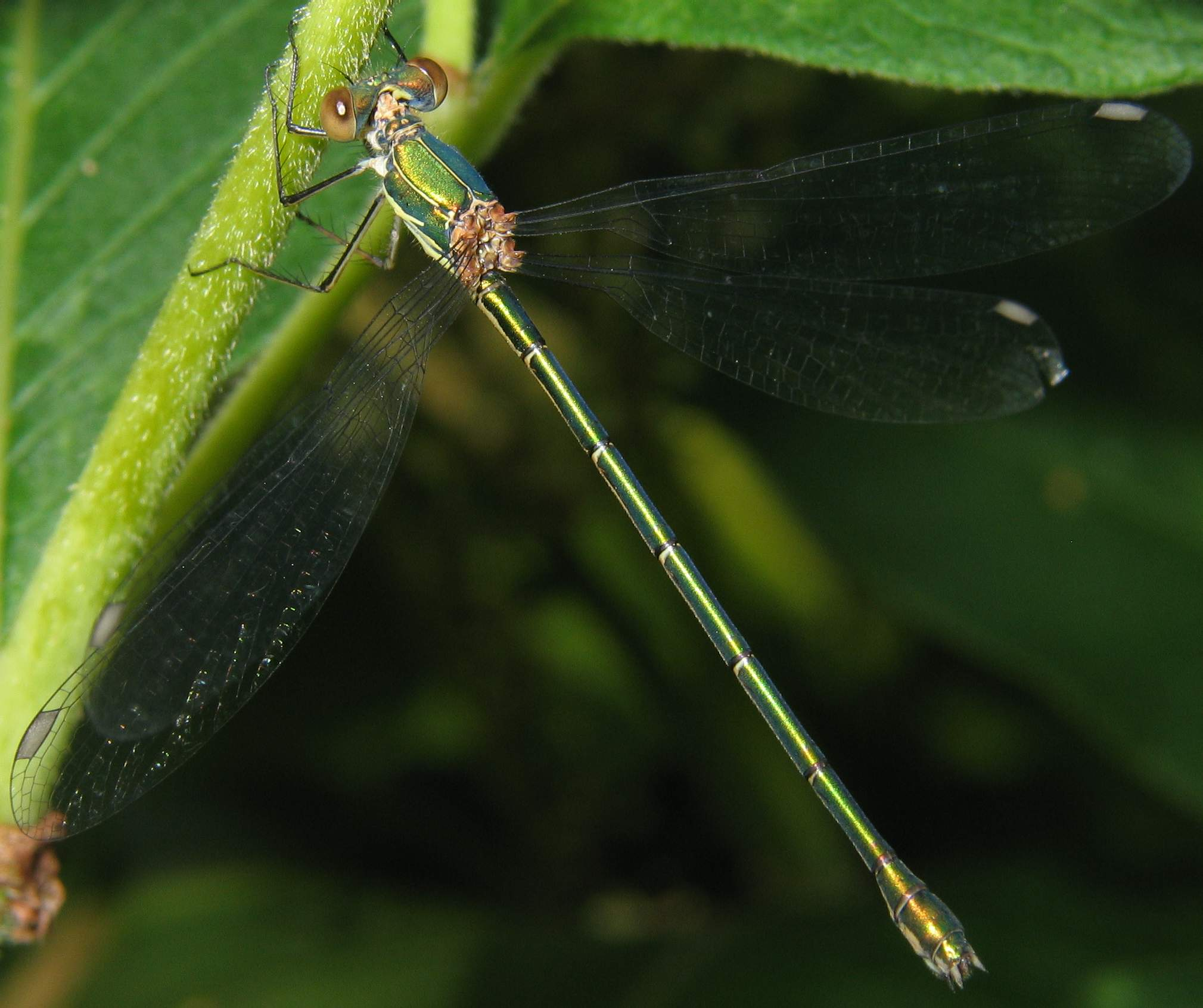
Houtpantserjuffer ♀ (Chalcolestes viridis)
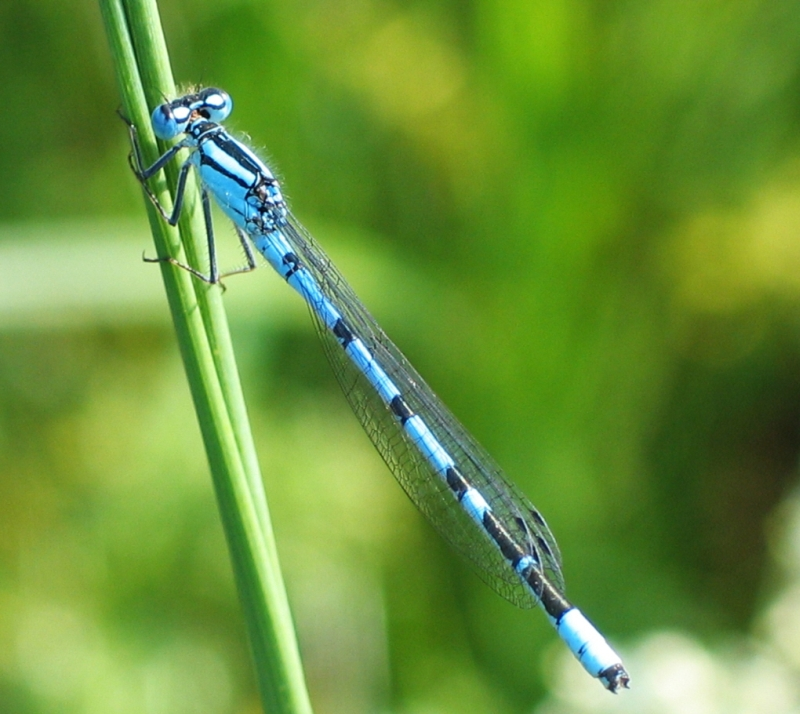
Watersnuffel ♂ (Enallagma cyathigerum)
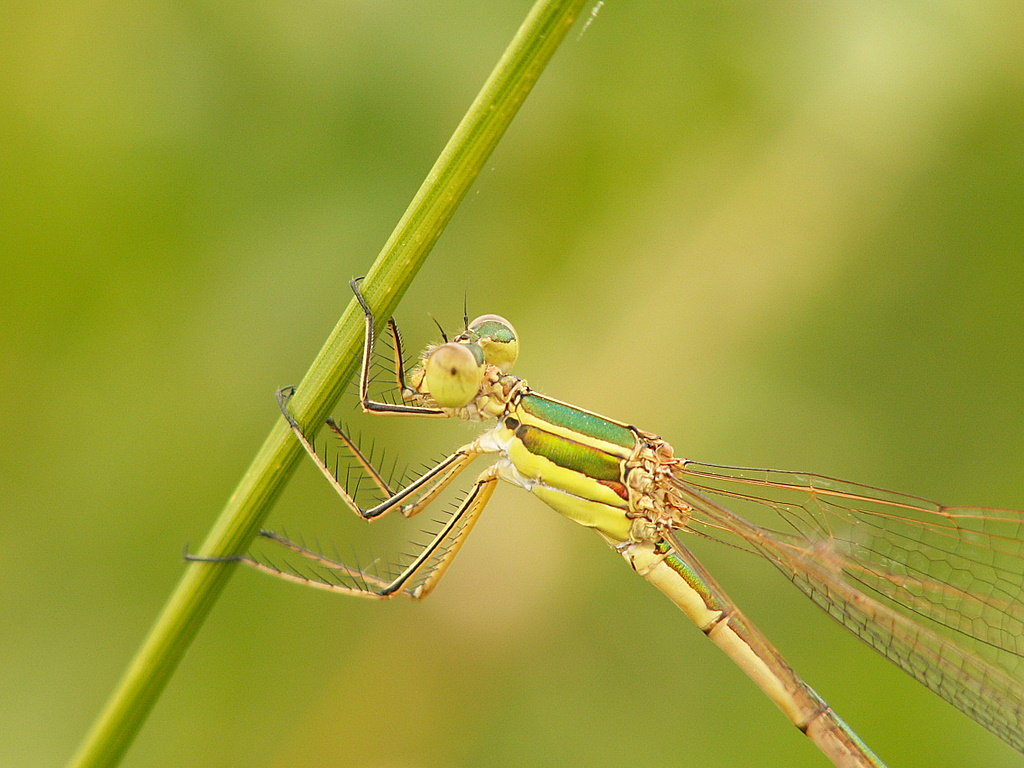
Zwervende pantserjuffer ♀ (Lestes barbarus)
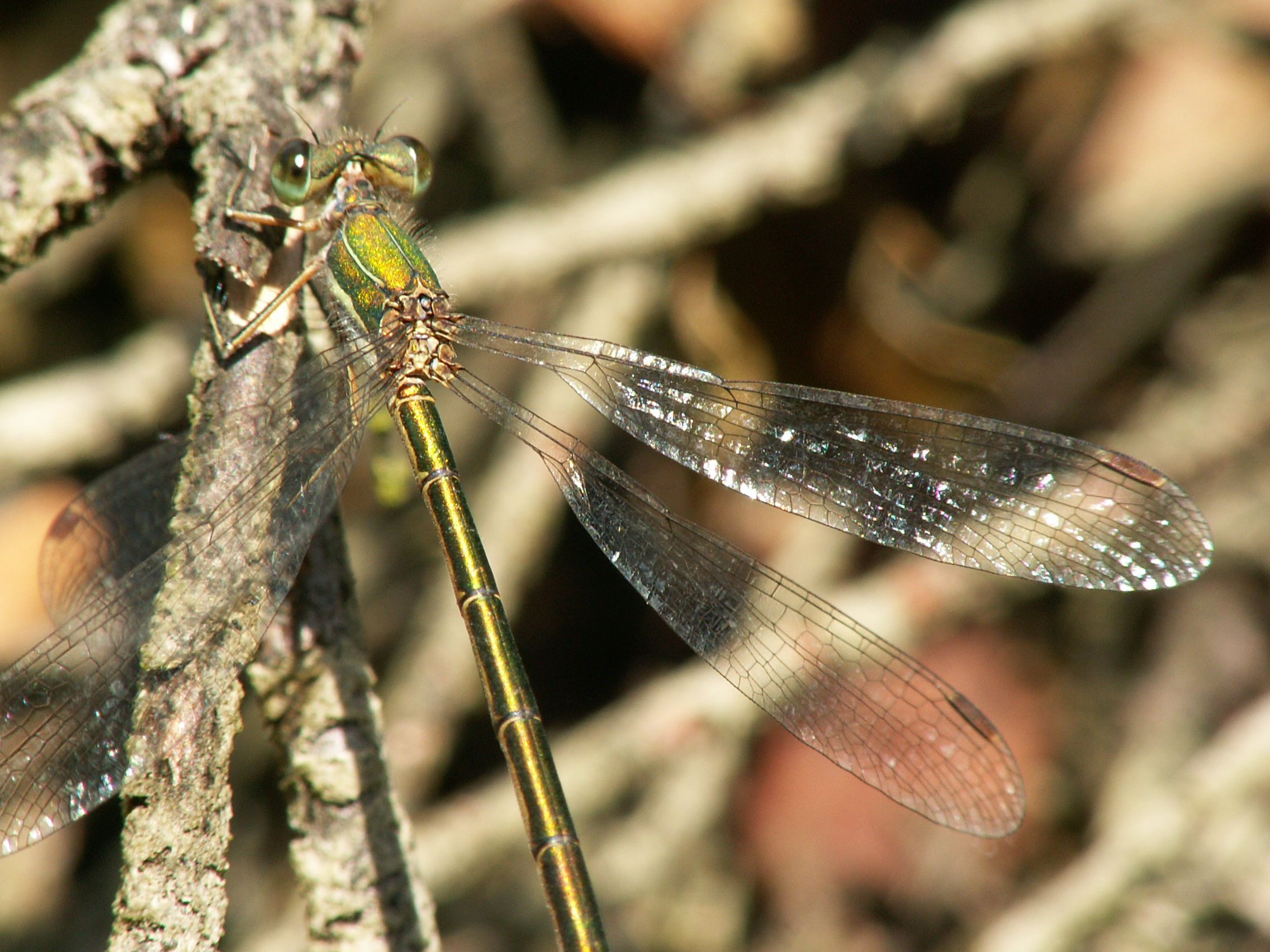
Tengere pantserjuffer ♀ (Lestes virens)
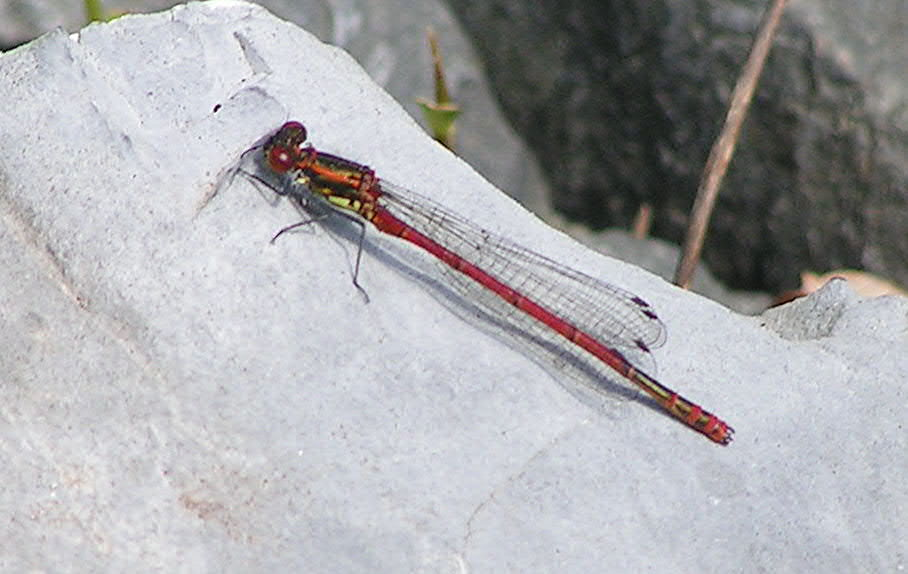
Vuurjuffer ♂ (Pyrrhosoma nymphula)
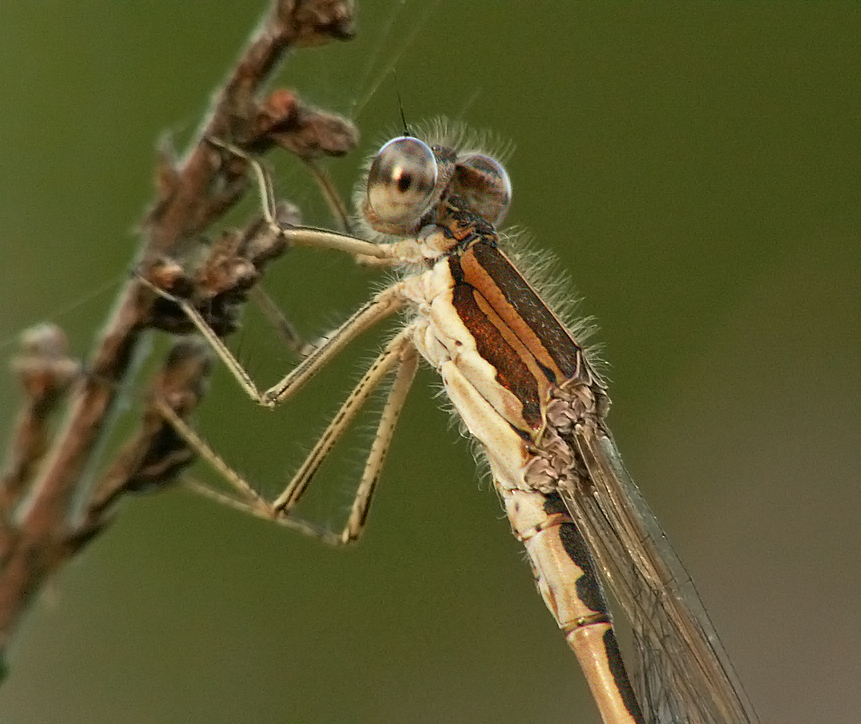
Bruine winterjuffer ♂ (Sympecma fusca)